# Sven Ongena
Sven Ongena is een personage uit de Vlaamse ziekenhuisserie Spoed dat werd gespeeld door Jochim Noels. Hij was een vast personage in 2005.

## Personage
Sven is een jonge stagiair-dokter die alles heeft om een toparts te worden. Toch is hij erg onzeker. Een perfect slachtoffer voor dokter Steven Hofkens dus, die hem met zijn opmerkingen makkelijk van de wijs kan brengen. Sven kan heel goed opschieten met zijn stagebegeleidster dokter Kathy Pieters. Hij wordt verliefd op haar en later blijkt dat dit wederzijds is. Als ze een relatie beginnen, waarschuwt Bea hem uit bezorgdheid over Kathy's seropositiviteit. Sven vindt dat hun relatie daardoor niet kan blijven duren.

### Vertrek
Sven krijgt van een patiënte, Andrea Schepens, een waardevolle ring cadeau. Hij wil en mag de ring niet aannemen, maar de vrouw staat erop. Wanneer de vrouw later overlijdt, dienen de nabestaanden een klacht tegen diefstal in. Wanneer blijkt dat Sven in bezit is van de ring, wordt zijn stageperiode onmiddellijk beëindigd. Stagiaire Ellen Van Poel volgt hem op.